# Artbank
 (janvier 2021).
Si vous disposez d'ouvrages ou d'articles de référence ou si vous connaissez des sites web de qualité traitant du thème abordé ici, merci de compléter l'article en donnant les références utiles à sa vérifiabilité et en les liant à la section « Notes et références ».
Artbank est un organisme de location d'œuvres d'art créé en 1980 par le gouvernement australien. Il soutient les artistes contemporains australiens et favorise une plus grande reconnaissance de leur travail en achetant des œuvres d'art qu'il loue ensuite à des clients du secteur public ou privé. Il est calqué sur la Banque d'art du Conseil des arts du Canada, où les recettes perçues par la location des œuvres sont investies dans de nouveaux achats. Artbank est rattaché au Ministère australien de l'environnement, du patrimoine, de l'eau et des arts.
En 2009, Artbank possédait plus de 9 500 œuvres d'art dans sa collection soit plus de 20 millions de dollars australiens. Artbank dépense près d'un million de dollars par an pour l'achat de nouvelles œuvres. La collection comprend les œuvres de plus de 3 000 artistes australiens représentant un large éventail de médias et de styles. Artistes autochtones et non-autochtones de chaque État et Territoire d'Australie y sont représentés.
Artbank est situé à Sydney. Sa charte actuelle est la suivante:
- encourager les artistes contemporains australiens par l'acquisition de leur travail.
- faire apprécier l'art australien en l'affichant dans les lieux publics, en particulier les lieux de travail, en Australie et dans les postes officiels à l'étranger.
- faire fonctionner un système de location s'adressant à la fois aux clients des secteurs public et privé
- gérer la collection au nom du gouvernement.

## Artistes dans les collections
- Wintjiya Napaltjarri
- Gabriella Possum Nungurrayi
- Charlie Tjapangati